# Lefty Ruggiero
Lefty Ruggiero (szül: Benjamin Ruggiero; 1926. április 19. - 1994. november 24.) a Bonanno bűnözőklán nevű bűnszervezet amerikai katonája volt. Jól ismert Joseph "Donnie Brasco" Pistone, az FBI beépített ügynökének barátságáról és mentorálásáról. Amikor Pistone akciója 1981. július 26-án véget ért, az FBI 1981. augusztus 29-én elfogta és letartóztatta Ruggierót. 1982 novemberében zsarolásra való összeesküvésért 15 év börtönbüntetésre ítélték; 1993 áprilisában szabadult, mielőtt rákban elhunyt volna. 

## Életpályája

### Korai évek
Ruggiero 1926. április 19-én született a manhattani Hell's Kitchenben, és a Knickerbocker Village magánlakótelepen nőtt fel a manhattani Little Italyban. Ruggiero fiatalon csatlakozott a Bonanno bűnözőklán szervezetéhez, és utcai katonaként szolgált Michael Sabella helyi vezér alatt. Ruggiero hamarosan sikeres lett a bukmékeri, zsarolói és uzsorakölcsönökkel kapcsolatos tevékenységeiben.
A manhattani Monroe Street egyik lakásában lakott, ugyanabban az épületben, ahol barátja és Bonanno-katonája, Anthony Mirra is. Ruggierónak állítólag volt egy hajója, amelyet a New York-i East Riveren tartott kikötve. Jó barátságban volt a későbbi családfőnökkel, Philip "Rusty" Rastellivel és Mirrával. Résztulajdonosa lett a manhattani Fulton Fish Marketben található halboltnak és résztulajdonosként egy havi 5000 dolláros "nem bejelentett" munkával tudta magát felvenni a cég bérlistájára. Az 1970-es években megvásárolt egy társasági klubot Little Italyban.  

### Donnie Brasco-művelet
Nagyjából abban az időben, amikor Ruggiero a Bonanno klán tagja lett, Anthony Mirra bemutatta őt Joseph Pistone-nak, aki beépített FBI-ügynök volt, és Donnie Brasco nevű ékszertolvajnak adta ki magát. Pistone eredeti feladata az volt, hogy beszivárogjon a teherautó-eltérítő és orgazdakörökbe. Azonban a barátság, ami Pistone, Mirra és Ruggiero között kialakult, lehetőséget adott az FBI-nak, hogy beépüljön a maffiába. Brasco elkezdett Ruggierónak dolgozni, fogadásokat kötött és segített neki a társasági klubjában folyó bukmékeri tevékenységhez szükséges feladatok lebonyolításában.
Ruggiero mentorálta Brascót, és végül megígérte neki, hogy támogatja a klántagságot. Ruggiero szoros barátságot alakított ki Brascóval, ami súrlódást okozott régi barátjával, Mirrával, aki bemutatta Brascót Ruggierónak. Brasco volt a tanú Ruggiero 1977-es esküvőjén, és gyakran adott tanácsokat Ruggierónak fia, Tommy heroinfüggőségének kezelésében.
Ruggiero egyszer majdnem felfedezte Brasco valódi személyazonosságát. Ruggiero és Brasco egy Miami Beach-i, floridai étteremben ültek, amikor Ruggiero egy Time magazint olvasott, amely a hírhedt Abscam-botrányról szóló cikket tartalmazta, és részletezte, hogy az FBI ügynökei gazdag arab üzletembereknek adták ki magukat, hogy amerikai kongresszusi képviselőket kapjanak el kenőpénzek elfogadásán. Ami Ruggiero figyelmét felkeltette, az egy fehér jacht képe volt, amelyet az FBI a kongresszusi képviselők szórakoztatására használt. Ruggiero felismerte a hajót, mivel a Left Hand nevet viselte, mint ugyanazt a hajót, amelyet néhány hónappal korábban Brasco biztosított egy partihoz. Brasco meg tudta győzni Ruggierót, hogy nem tudta, hogy a hajó tulajdonosa kapcsolatban állt az FBI-jal.
Egy korábbi bűnügyi vállalkozás során Ruggiero találkozott Frank Balistrieri-vel, a wisconsini Milwaukee maffiafőnökével. Ruggiero bevallotta Pistone-nak, hogy Balistrieri jelenlétében fenyegetve érezte magát. 1979-ben Ruggiero a társasági klubját cukrászdává alakította át, és egyik lányának adta át a vezetését. Ezzel egy időben Brascoval bukmékerirodát indítottak a boltban, Ruggiero azonban hamarosan kiesett a társulásból, mert nem tudta biztosítani a kezdetben szükséges 25000 dolláros befektetést.

### A három helyi vezér meggyilkolása
1979-ben a Bonanno főnökét, Carmine Galantét meggyilkolták, ami hatalmi vákuumot teremtett a családban. Galante meggyilkolása után Philip Rastelli vette át az irányítást, aki a börtönből irányította a szervezetet. Az egyik csoport azonban, amelyet Alphonse "Sonny Red" Indelicato vezetett, fellázadt Rastelli vezetése ellen. Ekkor Ruggiero csatlakozott Dominick "Sonny Black" Napolitano csapatához, aki erősen támogatta Rastellit. 1981. május 5-én Indelicatót és két másik lázadó helyi vezért, Philip Giacconét és Dominick Trincherát egy találkozóra csalták és meggyilkolták.
A három helyi vezér halála után a Rastelli elleni lázadást leverték. Pistone szerint a gyilkosok Napolitano, John Cersani, Joe Massino, Sal Vitale, Joseph DeSimone, Gerlando Sciascia, Nicholas Santora, Vito Rizzuto, Louis Giongetti és Santo Giordano voltak. Ruggiero és Cersani őrszemek voltak, és utána küldték őket a mészárlás eltakarítására és a holttestek eltüntetésére, Napolitano, James Episcopia és Robert Caposio mellett. 

### A hírnév
Ruggiero élvezte a maffiózó életet. Pistone előtt egyszer elmagyarázta: "Bölcs emberként hazudhatsz, csalhatsz, lophatsz, trükközhetsz, felfordulást okozhatsz... bármit megtehetsz, és senki sem szólhat egy szót sem. Ki ne akarna bölcs ember lenni?" Ruggiero volt az okostojás megtestesítője, és a többi maffiózó tisztelte. Gyilkos hírében állt, de a mindennapokban nem volt hajlamos az erőszakra. Ruggiero soha nem ült börtönben; sokszor letartóztatták, ám soha nem került börtönbe. Ruggiero a "Lefty" becenevet onnan kapta, hogy kockajáték közben bal kézzel dobta a kockákat. A "Two Guns" becenevet azért kapta, mert amikor bérgyilkosságra indult, általában két pisztolyt szeretett használni.
Az 1970-es évekre Ruggiero szerencsejáték-függővé vált. Lóversenyeken fogadott és nagyot veszített. Hamarosan Nicholas Marangellótól kért kölcsön pénzt, hogy fedezze a vesztes fogadásokat. 1977-re Ruggiero 160000 dollárral tartozott Marangellónak. A Bonanno klán közölte Ruggieróval, hogy vissza kell fizetnie Marangellónak, mielőtt beavatott taggá válhatna. 1977-re Ruggiero kifizette tartozásának nagy részét Marangellónak, és a klán elfogadta a tagságát. Ruggiero azonban 1978-ra ismét eladósodott Marangellónak. Az adósság rendezése érdekében a család ezúttal úgy intézkedett, hogy Ruggiero bűnözői tevékenységének egy részéből származó bevételeket közvetlenül Marangellónak utalják át. Szerencsejáték-problémái miatt Ruggiero mindig igyekezett elrejteni kevés vagyonát a hitelezői, Marangello és Sabella elől. 

### Utóhatása és halála
1981. július 26-án a Donnie Brasco-akció véget ért, és az FBI ügynökei felkeresték Napolitano lakását a Motion Lounge felső szintjén, és tájékoztatták őt Brasco valódi személyazonosságáról. Miután a Bonanno vezetőség megtudta az igazságot, azonnal a férfiak után mentek, akik Brascót a körükbe hozták. Mirrát és Napolitanót nem sokkal később meggyilkolták. 1981. augusztus 29-én az FBI elfogta és letartóztatta Ruggierót.
1982 novemberében Ruggierót Santorával, Antonio Tomasulóval és Anthony "Fat Tony" Rabitóval együtt egy hathetes esküdtszéki tárgyaláson zsarolásra való összeesküvésért elítélték, és 15 év börtönbüntetést kapott. Ruggiero nem volt hajlandó elhinni, hogy Donnie Brasco az FBI különleges ügynöke, és nem a társa. Ruggiero azt mondta az ügyvédjének: "Soha nem fog ellenünk fordulni". Miután azonban Pistone tanúskodott ellene, később azt mondta: "Elkapom azt a rohadék Donnie-t, még ha ez lesz az utolsó dolog, amit teszek akkor is."
1993 áprilisában, tüdő- és hererákban szenvedve, Ruggiero közel 11 év letöltése után szabadult a börtönből. 1994. november 24-én halt meg.
A Fedőneve: Donnie Brasco (1997) című filmben Benjamin Ruggierót Al Pacino alakította. 
Ruggiero unokája, Ramona Rizzo a VH-1 csatornán futó Maffiafeleségek című tévéműsorban szerepelt.

## Fordítás
- Ez a szócikk részben vagy egészben  a   Lefty Ruggiero című angol Wikipédia-szócikk ezen változatának fordításán alapul.  Az eredeti cikk szerkesztőit annak laptörténete sorolja fel. Ez a jelzés csupán a megfogalmazás eredetét és a szerzői jogokat jelzi, nem szolgál a cikkben szereplő információk forrásmegjelöléseként.